# Grand prix catholique de littérature
Grand prix catholique de littérature – francuska nagroda literacka utworzona w 1945, przyznawana przez francuskie Stowarzyszenie Pisarzy Katolickich.

## Historia
Nagroda powstała m.in. z inicjatywy działaczy katolickich, takich jak: Jacques Maritain czy Jacques Madaule. Nazywana także Grand prix des écrivains catholiques. Zwyczajowo przyznawana na wiosnę. Wysokość nagrody nie jest sumą stałą. Nie przyznano w latach 1997-1999. Nie należy mylić Grand prix catholique de littérature z Prix de littérature religieuse, przyznawanej przez francuskich księgarzy katolickich. W latach 1946–1950 jako Prix du renouveau français.

## Laureaci
| Rok  | Laureat                   | Dzieło                                                     | Źródło |
| ---- | ------------------------- | ---------------------------------------------------------- | ------ |
| 1946 | Claude Franchet           | Les Trois Demoiselles de Colas                             | [ 1 ]  |
| 1947 | Elisabeth Barbier         | Les Gens de Mogador                                        | [ 1 ]  |
| 1948 | Raïssa Maritain           | Les Grandes Amitiés                                        | [ 1 ]  |
| 1949 | Henri Queffélec           | Au bout du monde                                           | [ 1 ]  |
| 1950 | Pierre-Henri Simon        | Les Raisins verts                                          | [ 1 ]  |
| 1951 | Claude Longhy             | La Mesure du monde                                         | [ 1 ]  |
| 1952 | Georges Bordonove         | La Caste                                                   | [ 1 ]  |
| 1953 | Gilbert Tournier          | Rhône, dieu conquis                                        | [ 1 ]  |
| 1954 | Camille Bourniquel        | Retour à Cirgue                                            | [ 1 ]  |
| 1955 | Paul-André Lesort         | Le vent souffle où il veut                                 | [ 1 ]  |
| 1956 | Yvonne Chauffin           | Les Rambourt                                               | [ 1 ]  |
| 1956 | Louise Bugeaud            | La Barre aux faucons                                       | [ 1 ]  |
| 1957 | Jean-Claude Renard        | Père, voici que l'homme                                    | [ 1 ]  |
| 1958 | Franz Weyergans           | Les Gens heureux                                           | [ 1 ]  |
| 1959 | Maurice Zermatten         | za twórczość                                               | [ 1 ]  |
| 1960 | Jean Pélégri              | Les Oliviers de la justice                                 | [ 1 ]  |
| 1961 | Lucien Guissard           | Écrits en notre temps                                      | [ 1 ]  |
| 1962 | Victor-Henry Debidour     | za twórczość                                               | [ 1 ]  |
| 1962 | Claude Tresmontant        | za twórczość                                               | [ 1 ]  |
| 1963 | Jean Montaurier           | Comme à travers le feu                                     | [ 1 ]  |
| 1964 | Jean Sulivan              | Mais il y a la mer                                         | [ 1 ]  |
| 1965 | Miklós Bátori             | Le Vignoble des saints                                     | [ 1 ]  |
| 1966 | Yves-Marie Rudel          | za twórczość                                               | [ 1 ]  |
| 1967 | Renée Massip              | Le Rire de Sara                                            | [ 1 ]  |
| 1968 | Père de Lubac             | Images de l'abbé Monchanin i twórczość                     | [ 1 ]  |
| 1969 | André Frossard            | Dieu existe, je l'ai rencontré                             | [ 1 ]  |
| 1970 | Jean Rivière              | La Vie simple                                              | [ 1 ]  |
| 1971 | Patrice de la Tour du Pin | Une Lutte pour la vie                                      | [ 1 ]  |
| 1972 | Michel Huriet             | La Fiancée du roi                                          | [ 1 ]  |
| 1973 | Lucien Farago             | Mademoiselle Marguerite                                    | [ 1 ]  |
| 1974 | François Varillon         | L’Humilité de Dieu                                         | [ 1 ]  |
| 1975 | Valentin-Yves Mudimbe     | Entre les eaux                                             | [ 1 ]  |
| 1976 | Jacques de Bourbon Busset | Au vent de la mémoire                                      | [ 1 ]  |
| 1977 | Jean Delumeau             | Le christianisme va-t-il mourir?                           | [ 1 ]  |
| 1978 | Maurice Schumann          | Angoisse et Certitude                                      | [ 1 ]  |
| 1979 | Stanislas Fumet           | L’histoire de Dieu dans ma vie                             | [ 1 ]  |
| 1980 | Jean-Robert Armogathe     | Paul, ou l’impossible unité                                | [ 1 ]  |
| 1981 | Jean Mialet               | Le Déporté                                                 | [ 1 ]  |
| 1982 | Jean Séverin              | Une vie peuplée d'enfants                                  | [ 1 ]  |
| 1983 | Père Bernard Bro          | za twórczość                                               | [ 1 ]  |
| 1984 | Pierre Pierrard           | L'Église et les ouvriers                                   | [ 1 ]  |
| 1985 | Christian Chabanis        | Dieu existe-t-il ? oui                                     | [ 1 ]  |
| 1986 | Jeanne Bourin             | Le Grand Feu                                               | [ 1 ]  |
| 1987 | Jean Daujat               | za twórczość                                               | [ 1 ]  |
| 1988 | Jean Charbonnel           | Edmond Michelet                                            | [ 1 ]  |
| 1989 | Jacques Loew              |                                                            | [ 1 ]  |
| 1990 | Monique Piettre           |                                                            | [ 1 ]  |
| 1991 | Jacques Sommet            | Passion des hommes et pardon de Dieu                       | [ 1 ]  |
| 1992 | Pierre de Calan           | On retrouve Dieu partout                                   | [ 1 ]  |
| 1993 | Christian Bobin           | Najniższy (Le Très-Bas)                                    | [ 1 ]  |
| 1994 | Olivier Germain-Thomas    | Bouddha, terre ouverte                                     | [ 1 ]  |
| 1995 | Xavier Emmanuelli         | Dernier avis avant la fin du monde                         | [ 1 ]  |
| 1996 | Jean-Luc Barré            | Algérie, l'espoir fraternel                                | [ 1 ]  |
| 1997 | nie przyznano             |                                                            |        |
| 1998 | nie przyznano             |                                                            |        |
| 1999 | nie przyznano             |                                                            |        |
| 2000 | Bertrand de Margerie      | Le Mystère des indulgences                                 | [ 1 ]  |
| 2001 | Anne Bernet               | Histoire générale de la chouannerie                        | [ 1 ]  |
| 2002 | Mansour Labaky            | Kfar Sama ou les enfants de l'aurore                       | [ 1 ]  |
| 2003 | André Courtaigne          | La Mère du printemps                                       | [ 1 ]  |
| 2003 | Bernard Quilliet          | La Tradition humaniste                                     | [ 1 ]  |
| 2004 | Jean Sévillia             | Historiquement correct: Pour en finir avec le passé unique | [ 1 ]  |
| 2004 | Yves Viollier             | L’Orgueil de la tribu                                      | [ 1 ]  |
| 2005 | Jean Dutourd              | Journal intime d'un mort                                   | [ 1 ]  |
| 2006 | Fabrice Hadjadj           | Réussir sa mort. Anti-méthode pour vivre                   | [ 1 ]  |
| 2007 | Charles Le Quintrec       | za twórczość                                               | [ 1 ]  |
| 2007 | Servais Pinckaers         | Plaidoyer pour la vertu                                    | [ 1 ]  |
| 2007 | Dorian Malovic            | Le Pape jaune                                              | [ 1 ]  |
| 2008 | Philippe Sellier          | La Bible expliquée à ceux qui ne l’ont pas encore lue      | [ 1 ]  |
| 2009 | Claude-Henri Rocquet      | Goya                                                       | [ 1 ]  |
| 2009 | Dominique Ponnau          | za twórczość                                               | [ 1 ]  |
| 2010 | Claire Daudin             | Le Sourire                                                 | [ 1 ]  |
| 2011 | Alain Besançon            | Cinq personnages en quête d'amour                          | [ 1 ]  |
| 2011 | Christophe Carichon       | Agnès de Nanteuil 1922-1944 une vie offerte                | [ 1 ]  |
| 2011 | Nadine Cretin             | Histoire du Père Noël                                      | [ 1 ]  |
| 2012 | Eugène Green              | La Communauté universelle                                  | [ 1 ]  |
| 2012 | Anne-Dauphine Julliand    | Deux petits pas sur le sable mouillé                       | [ 1 ]  |
| 2012 | Alain Galliari            | Franz Liszt et l'espérance du bon larron                   | [ 1 ]  |
| 2013 | Didier Rance              | John Bradburne, le vagabond de Dieu                        | [ 1 ]  |
| 2013 | Jean-Paul Mongin          | Denys l'Aréopagite et le nom de Dieu                       | [ 1 ]  |
| 2014 | François Taillandier      | L'Écriture du monde                                        | [ 1 ]  |
| 2014 | Véronique Dufief          | La Souffrance désarmée                                     | [ 1 ]  |
| 2014 | Michaël Brétéché          | L'Enfance retrouvée                                        | [ 1 ]  |
| 2015 | Isabelle Laurent          | Les Deux Couronnes                                         | [ 1 ]  |
| 2015 | Denis Moreau              | Pour la vie                                                | [ 1 ]  |
| 2015 | Christophe Ferré          | Vierge d'amour                                             | [ 1 ]  |
| 2016 | Marie-Joëlle Guillaume    | Vincent de Paul                                            | [ 1 ]  |
| 2016 | Jehanne Nguyen            | Violette                                                   | [ 1 ]  |
| 2016 | Patrice de Plunkett       | La révolution du pape François                             | [ 1 ]  |